# Quintus Servilius Caepio (quaestor)
Quintus Servilius Caepio (†Kr. e. 90) ókori római politikus, az előkelő patricius Servilia gens tagja volt. Feltehetően Quintus Servilius Caepio, Kr. e. 106 egyik consulja, az arausiói csata vesztese volt az apja.
Kr. e. 100-ban quaestor volt, amely minőségben ellenezte Lucius Appuleius Saturninus néptribunus azon törvényjavaslatát, miszerint a római plebsnek olcsón osztottak volna gabonát. Miután Saturninus kollégáinak vétóját figyelmen kívül hagyva szavazásra vitte a kérdést, Caepio fegyverrel akadályozta meg annak lefolytatását, amiért hazaárulással (laesa maiestas) vádolták meg. Feltehetően ekkor mondott beszédet ellene Titus Betucius Barrus, amire Caepio Lucius Aelius Stilo Praeconinusszal, a kor jeles szónokával és grammatikusával íratott válaszbeszédet.
Kr. e. 91-ben hajdani jó barátja és kétszeres sógora, Marcus Livius Drusus és a senatusi többség ellen foglalt állást, amikor Drususnak a bíráskodást a testület hatáskörébe utaló javaslata helyett lovagrendnek is részt akart biztosítani a bíráskodásban. Rivalizálásuk az egész várost megosztotta, és Drusus meggyilkolásakor is sokan Caepiót gyanították a háttérben. A politikai küzdelem során Caepio igyekezett megfélemlíteni az arisztokratikus ellentábort, és Lucius Marcius Philippus consult vesztegetéssel (ambitus), a köztiszteletben álló Marcus Aemilius Scaurust pedig harácsolással (repetundae) vádolta meg. Úgy tűnik, mindkét vádlottat felmentették, sőt Scaurus bosszúból őt helyezte vád alá.
Kr. e. 90-ben kitört az itáliai szövetségesháború, mire Caepio ismét megvádolta Scaurust, ezúttal azzal, hogy szerepe volt a szövetséges itáliai népek és városok fellázításában. Ezt követően Publius Rutilius Lupus consul alatt szolgált legatusként, majd Lupus halála után ő és Caius Marius osztozott meg seregének vezetésén. Az ellenség egyik vezetője, Quintus Pompaedius Silo rövidesen csapdába csalta azzal, hogy elhitette vele az átállását, majd a gyanútlan Caepiót seregével együtt levágta egy rajtaütésben.
Caepio felesége Livius Drusus testvére, Livia volt, aki korábban Marcus Porcius Catóhoz ment feleségül, és tőle származott a híres ifjabb Cato. Caepio és Livia három gyermeket nemzett: két Servilia Caepionis nevű lányt, illetve egy Quintus Servilius Caepiónak nevezett fiút. Az egyik Servilia Lucius Licinius Lucullushoz, a híres hadvezérhez, a másik pedig Marcus Iunius Brutushoz ment feleségül, de mellette Caius Iulius Caesar szeretője is volt; tőle született utóbbi egyik gyilkosa, Marcus Iunius Brutus. A fiúgyermek Kr. e. 72-ben katonai tribunusként harcolt Spartacus ellen. Röviddel ezután a trákiai Ainoszban halt meg, útban Kis-Ázsia felé; még életében örökbe fogadta unokaöccsét, az ifjú Brutust.